# La piazzetta
La piazzetta è stato un programma televisivo italiano di genere varietà, andato in onda sul Programma Nazionale per tre puntate, al giovedì, il 15, il 22 e il 29 novembre 1956.
Tra i primi varietà della televisione italiana, veniva trasmesso, come detto, tutti i giovedì alle ore 21.50 (subito dopo Lascia o raddoppia?), in diretta dal Teatro Valle di Roma. Come tutti i varietà televisivi di quel tempo, era composto da sketch comici e da balletti. Questi ultimi, interpretati dalla ballerina Alba Arnova, erano collegati al contesto comico di cui discutevano i comici Riccardo Billi e Mario Riva. Proprio i due comici, nella rubrica fissa Avanti c'è posta, si travestivano da postini rivisitando in chiave leggera e comica i fatti di attualità.
Altri partecipanti allo spettacolo: Nino Manfredi, Paolo Ferrari, Diana Dei.
"La congiura dei mutandoni" e Pio XII
La piazzetta venne chiuso all'improvviso dopo la terza puntata a causa di uno "scandalo": esibendosi la Arnova aveva indossato una calzamaglia color carne che, per via della trasmissione in bianco e nero, aveva dato ai telespettatori l'impressione che stesse ballando a gambe nude e con parte delle natiche scoperte. Questo episodio spinse i vertici Rai, diretti da Filiberto Guala, (con l'intervento del Vaticano e del pontefice dell'epoca papa Pacelli) a sospendere la trasmissione e a licenziare Alba Arnova dalla televisione pubblica. L'episodio passerà alla storia come la "Congiura dei mutandoni" e fu ordita con la complicità di alcuni funzionari RAI, esponenti della D.C. e i nipoti del pontefice regnante che invitarono il loro zio, in compagnia, il 29 novembre  1956, a seguire la trasmissione. Dopo poco il pontefice si scandalizzò profondamente e fece dopo pubblicare sull'Osservatore Romano un duro articolo di condanna. L'esito fu che "La piazzetta" fu subito eliminata dai palinsesti.